# Libéraux-démocrates gallois
Les Libéraux-démocrates gallois (LD) sont un parti politique œuvrant sur la scène du pays de Galles fondé en 1988.
Membre des Libéraux-démocrates à l’échelle du Royaume-Uni comme les fédérations nationales écossaise et anglaise, il est dirigé depuis 2017 par Jane Dodds.

## Organisation

### Chefs des Libéraux-démocrates gallois
- Richard Livsey (1988-1992)
- Alex Carlile (1992-1997)
- Richard Livsey (1997-2001)
- Lembit Öpik (2001-2007)
- Mike German (2007-2008)
- Kirsty Williams (2008-2016)
- Mark Williams (2016-2017)
- Kirsty Williams (2017 : intérimaire)
- Jane Dodds (depuis 2017)[1]

### Bureau
- Président des Libéraux-démocrates gallois (President of the Welsh Liberal Democrats) : William Powell
- Vice-président (Deputy President) : Monica French
- Chef des Libéraux-démocrates gallois (Leader of the Welsh Liberal Democrats) : Jane Dodds
- Vice-chef (Deputy Leader) : Christine Humphreys

### Mouvement de jeunesse
Le mouvement de jeunesse du parti sont les Jeunes Libéraux gallois (Welsh Young Liberals en anglais et Rhyddfrydwr Ifanc Cymru en gallois)
- Président (Chair) : Thomas Hughes

## Identité visuelle
En février 2014, le parti national des Démocrates libéraux adapte son logotype après la mise en place d’un nouveau site. Une adaptation du logotype est opérée par les démocrates libéraux gallois à compter de cette date.

Logotype (avant 2014).
Logotype (depuis 2014).